# عرض العملات الأولي
عرض العملة الأولي هو نوع من التمويل باستعمال العملات الرقمية. وهو عادة نوع من التمويل الجماعي، ولو أن عرض العملة الأولي يمكن أن يكون خاصًّا ولا يستهدف الاستثمار العام. في عرض العملة الأولي، يُباع مقدار من العملة الرقمية للمضاربين أو المستثمرين، مقابل عملات قانونية أو عملات رقمية أخرى (تكون عادة أثبَت وأشد استقرارًا) مثل البتكوين أو إثيريوم. تُروَّج العملات المبيعة بأنها وحدات العملة المستقبلية عندما يبلغ عرض العملة الأولي هدفه وينطلق المشروع.
يمكن أن يكون عرض العملة الأولي مصدرًا لرأس المال للشركات الصاعدة. قد يتيح عرض العملة الأولي لهذه الشركات أن تجتنب بعض التشريعات التي تمنعها من طلب الاستثمار مباشرة من العموم، ومن الوسطاء مثل المغامرين برؤوس المال والبنوك وأسواق البورصة، التي قد تطلب تحقيقًا أكبر ونسبة من الأرباح المستقبلية أو مشاركة في الملكية. قد يكون عرض العملة الأولي خارجًا عن القوانين الحالية، حسب طبيعة المشروع، وقد يكون ممنوعًا أصلًا في بعض الدول، كالصين وكوريا الجنوبية.
بسبب نقص التشريع وعدم فرض قانون السندات، استُخدمت عروض العملة الأولية وسائل للاحتيال والنصب. أقل من نصف عروض العملة الأولية استمرت بعد أربعة أشهر من العرض، ونصف العروض التي بيعت في 2017 أخفقت في فبراير 2018. مع أن سجلّ العرض الأولي حافل بالإخفاقات وبهبوط أسعار العملات، فإنها بلغت رقمًا قياسيًّا 7 مليارات دولار في عرض عملة أولي جرى في يناير–يونيو 2018.

## التاريخ
كان أول بيع عملة أولي في يوليو 2013 لعملة اسمها ماستركوين. تموّلت إثيريوم ببيع أولي في 2014، إذ بلغت ميزانيتها 3,700 بيتكوين في الساعات الاثنتي عشر الأولى، وهو ما كان يساوي 2.3 مليون دولار في ذلك الوقت.
شاعت عروض العملة الأولية في 2017. وكان على الأقل 18 موقعًا يقدّم عروض عملة أولية قبل منتصف العام. في مايو، حصّل عرض عملة أولي لمتصفح إنترنت جديد اسمه بريف نحو 35 مليون دولار في أقل من 30 ثانية. وحصّل عرض العملة الأولي لتطبيق كيك في سبتمبر 2017 نحو 100 مليون دولار. في بداية أكتوبر 2017، كان قد جرى في العام مبيعات لعروض العملة الأولية بلغت 2.3 مليار دولار، وهو رقم يساوي عشرة أضعاف ما جرى في 2016. مع مجيء نوفمبر 2017، أصبح متوسط العروض في الشهر 50، وكان أكثرها ربحًا بحلول يناير 2018، عملة فايل كوين التي جمعت 257 مليون دولار (منها 200 مليون في الساعة الأولى من البيع).
مع انتهاء عام 2017، جمعت عروض العملة الأولية من رأس المال ما يبلغ 40 ضعفًا مما جمعته في 2016، ولو أنها لم تزل أقل من 2% مما يُجمع في العروض العامة الأولية (لأسهم البورصة).
تسمّى عروض العملة الأولية أحيانًا «بيوع العملة». وصفت آمي وان، وهي محامٍ في التمويل الجماعي والخلاصات، العملة في البيع الأولي بأنها «علامة على امتلاك ربح في شركة، فهي شهادة سهم رقمي»، وقالت إنها ستخضع غالبًا للتشريعات بوصفها سندات في الولايات المتحدة بحكم اختبار هوي.
إثيريوم هي الرائدة في صناعة البلوكتشين في عروض العملة الأولية إذ تبلغ حصتها 80% من مجمل السوق (حسب بيانات فبراير 2018). تُبنى العملات عادة على نظام إثيريوم ERC-20.
في 30 يناير 2018، حظر فيسبوك الإعلانات لعروض العملة الأولية ولكل العملات الرقمية والخيارات الثنائية. في 9 أبريل 2018، انضم إلى فيسبوك تويتر وغوغل وميل تشمب[بحاجة لمصدر] في حظر إعلانات عروض العملة الأولية. غير فيسبوك رأيه في 26 يونيو 2018، وأعلن إعادة فتح الإعلانات للمعلنين المرخصين.
تجري بعض الجهود لتطبيق تقنية عرض العملة الأولي لتمثيل السندات القانونية، وسُمّيت هذه عروض العملات السندية، وعروض السندات الرقمية، وعندما تُسجّل في سوق أسهم مقنن، تسمّى عروضًا عامّة أوليّة بالعملات.

## انتقادات

### وسيلة للاحتيال
مع أن عروض العملة الأولية قد تستخدم للاحتيال، فإنها تستخدم أيضًا للأنشطة القانونية كتمويل الشركات والجمعيات الخيرية. حذّرت هيئة الأوراق المالية والبورصات الأمريكية المستثمرين من المحتالين الذين يستعملون عروض العملة الأولية ليقيموا مخططات ضخ وتفريغ، حيث يتكلم المحتال ليرفع قيمة العرض الأولي ليولّد أرباحًا له ويزيد ثمن العملات، ثم سريعًا يبيع العملات التي معه ليربح.